# Aptesis subnigrocinctus
Aptesis subnigrocinctus är en stekelart som beskrevs av Jonaitis 1981. Aptesis subnigrocinctus ingår i släktet Aptesis och familjen brokparasitsteklar. Inga underarter finns listade.